# Razze aliene in Roswell Conspiracies
Questo è l'elenco dettagliato delle razze aliene presenti nella serie animata Roswell Conspiracies realizzata da BKN e andata in onda dal 1999 al 2000.
Particolarità delle razze di alieni presenti nella serie è aver ispirato le leggende popolari e metropolitane, i miti ed il folklore culturale dei popoli della Terra. Nell'universo narrativo di Roswell Conspiracies infatti, creature come banshee, licantropi, zombie, yeti e vampiri esistono e sono in realtà alieni. Alcuni ben intenzionati, altri avversi ai protagonisti.

## Aesiri

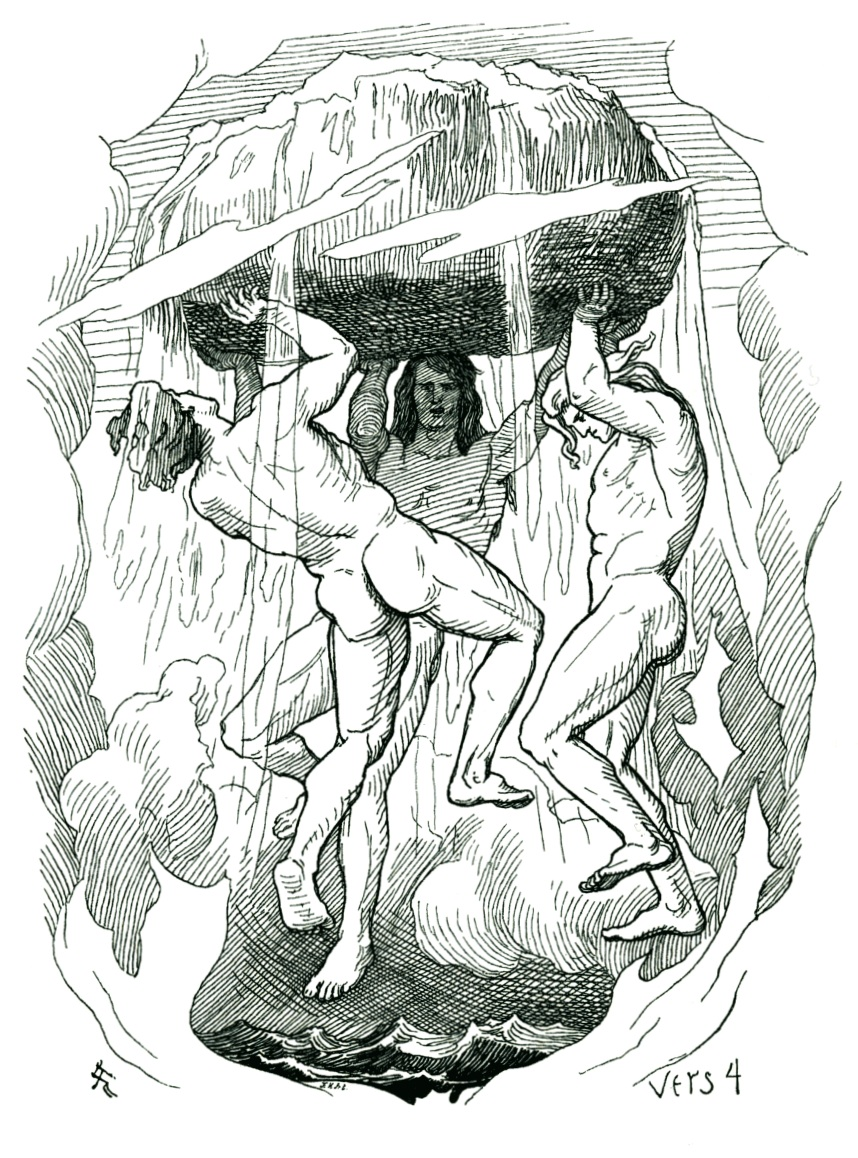
Odino e i suoi fratelli nella mitologia norrena.

Gli Aesiri sono una razza aliena nota per il suo sadismo e la sua crudeltà. Gli Aesiri sono sulla terra da millenni e vi giunsero attraverso un asteroide che cadde nell'Europa del Nord, più o meno in Norvegia. Gli Aesiri si fecero servire e venerare come divinità dalle popolazioni locali (dando luogo a miti come quelli su Odino e Loki) ed entrarono in guerra con le Banshee, le quali li sconfissero e decimarono, della potente e vasta razza che erano ne rimasero solo un paio, che anni addietro vennero catturati dall'alleanza.
Gli Aesiri sono alti poco più di un essere umano ed hanno un aspetto simile a quello di una lucertola di colore verde chiaro con alcune placche squamose simili a metallo, gli occhi gialli e diversi bulbi rossi che gli spuntano dalla pelle. Hanno almeno un paio di corna ma generalmente molte di più, le loro braccia arrivano fino alle ginocchia e si concludono in tre dita artigliate, mentre le loro gambe hanno una forma simile alla zampa di un elefante e sono munite anch'esse di tre dita l'una. i loro capelli o le loro barbe possono essere solo rosse e tendono a portarle intrecciate.
Il potere più temuto degli Aesini è la loro assoluta invulnerabilità. Essi provengono infatti da un pianeta con una gravità di centinaia di volte superiore alla nostra e quindi sulla terra non possono essere spostati o intaccati praticamente da nulla, oltre ad essere indistruttibili. Inoltre, come doppio vantaggio dall'avere una gravità inferiore a quella cui sono abituati i loro corpi, possono muoversi ad una velocità tanto elevata da non essere percepita e compiere balzi di centinaia di metri con una spinta lievissima. Perfino la loro percezione del peso è alterata: oggetti che per un umano sono pesantissimi logicamente risultano estremamente leggeri per un Aesiro.
Inoltre sono dotati di forti poteri telepatici, ipnotici ed illusori grazie ai quali possono torturare psicologicamente le loro vittime oltre che simulare un aspetto umano.
Dopo la morte degli ultimi due Aesiri avvenuta nel loro episodio d'esordio tuttavia essi sono da considerare una razza estinta.
- Prima apparizione: Episodio 34
- Apparizioni: 1 episodio

## Banshee

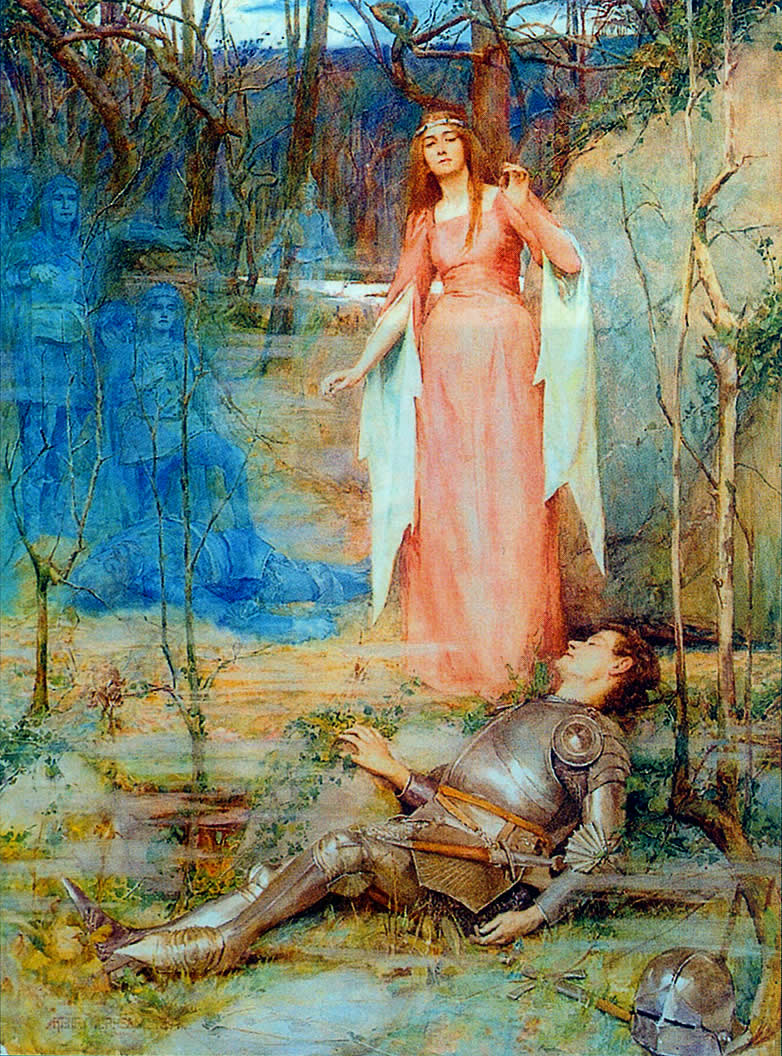
Una banshee ritratta secondo il folklore irlandese.

Le Banshee sono una delle razze aliene più importanti dello show, la co-protagonista Sh'lainn Blaze è difatti anch'essa una Banshee. Esse si sono insediate sulla terra in un gruppo esiguo e si sono rapidamente moltiplicate; vivono in Irlanda dal 527 d.C. in una dimensione nascosta creata con i loro poteri. Le Banshee sono identiche in tutto e per tutto agli esseri umani a livello fisico ma la loro società, detta "Sorellanza" (Sisterhood), è costituita di soli esponenti di sesso femminile; non si riproducono per via sessuata ma nascono da un grande albero detto Albero della Luce, il quale se distrutto causerebbe l'estinzione della loro specie. Sebbene nella serie non venga spiegato pare ovvio pensare che vi sia più di un Albero della Luce: sicuramente almeno due, uno sul pianeta d'origine delle Banshee ed uno sulla Terra. Probabilmente anch'esso si riproduce tramite semi portati dalle Banshee sul pianeta Terra al tempo della loro insinuazione.
Fisicamente si presentano come donne bellissime, alte e atletiche ma straordinariamente pallide e magre. I loro occhi sono sempre chiari (verdi, viola o azzurri) le loro sopracciglia sono sottili o addirittura assenti, alcune hanno spirali simili a tatuaggi sul viso ed i loro capelli presentano tinte fucsia o verdi. Come gli umani possono essere affette da albinismo (difatti Sh'lainn ha i capelli bianchi) e nel doppiaggio originale parlano con un marcato accento irlandese.
Le Banshee hanno la forza e i limiti fisici di un normale umano ma un'aspettativa vitale di più di tre secoli; condividono un forte legame con la terra e con la natura da cui traggono energia che incanalano nel corpo come una sorta di batteria e sono in grado di rilasciare sotto forma di scariche elettriche o campi di forza; sono inoltre in grado di teletrasportare se stesse ed altre persone usando delle particolari rocce simili a menhir e disponendole a triangolo intorno al proprio corpo. Allo stesso scopo possono servirsi di costruzioni monolitiche come i cerchi di pietra.
Possono volare o meglio levitare, sono immuni agli effetti del gas naturale, vedono il futuro attraverso i sogni e predicono quando qualcuno sta per morire con un conto alla rovescia che le colpisce come spasmo involontario. Quando utilizzano le loro abilità i loro capelli si muovono come tentacoli animati di vita propria, le loro dita divengono artigli, i loro occhi si illuminano di rosso ed emettono un verso stridente. Quest'ultima capacità permette loro di simulare alla perfezione gli ultrasuoni e svariate altre frequenze sonore specifiche col solo ausilio delle proprie corde vocali. Nonostante la vasta gamma di capacità sovrannaturali, le Banshee sono tutt'altro che invincibili e vengono vincolate e danneggiate dalla tecnologia; i campi magnetici impediscono loro infatti l'utilizzo delle loro abilità ed alla lunga le avvelenano portandole alla follia, trasformandole in metallo e rendendole involontariamente aggressive, questa condizione denominata "Maledizione del ferro" e a lungo creduta incurabile dalla "sorellanza" viene in realtà guarita con il semplice contatto con una roccia Ur. Una Banshee inoltre risulta indebolita quando si trova fuori dall'atmosfera terrestre, poiché i suoi poteri dipendono dalla vicinanza con la terra e per fermare i suoi attacchi d'energia è sufficiente bloccarle le mani.
A causa di questi svantaggi la "sorellanza" vive isolata dall'umanità in una dimensione occultata al mondo intero dai loro poteri, chiamata Tir-In-Am-Ban o Regno delle Banshee, e posta nei pressi di costruzioni simili a Stonehenge. Esse sono guidate dalla Regina Mab, la quale istruisce le consorelle alla diffidenza della razza umana e della loro tecnologia.
Le Banshee sono molto più vicine agli esseri umani di quanto sia dato a vedere, difatti condividono con essi una compatibilità sia fisica che psichica: non solo l'accoppiamento tra le due specie è fattibile, ma possono anche stabilire un legame vitale che li rende effettivamente come un'unica entità in due corpi distinti. Questo legame, sentito da entrambe le parti in causa è una sorta di versione Banshee del matrimonio, a seguito del quale la Banshee che lo effettua diviene in grado di avere un figlio dall'umano in questione. Inoltre i due subiscono un'unificazione mnemonica che permette all'umano di riacquistare le sue memorie perdute ed i ricordi soppressi mentre la Banshee subisce un incremento esponenziale dei suoi poteri in presenza del compagno. Entrambi in ogni modo divengono legati fino alla morte, ovvero avranno esattamente la stessa durata vitale e non potranno morire se non per invecchiamento, il quale avrà per entrambi la velocità che ha per una Banshee.
- Prima apparizione: Episodio 1
- Apparizioni: 36 episodi (attraverso Sh'lainn)

## Cerbero

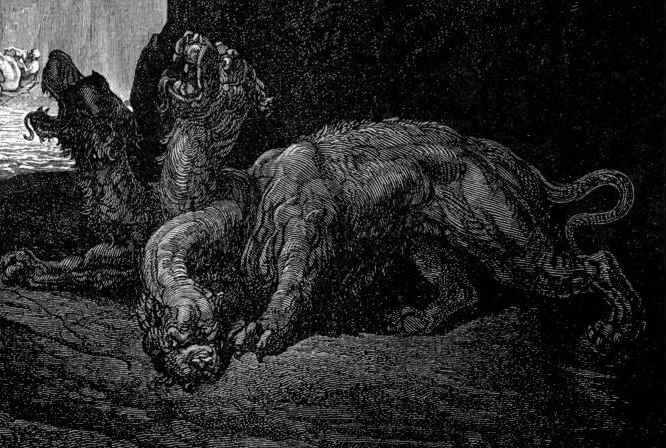
Cerbero dantesco ritratto da Gustave Doré.

I Cerbero sono una razza di cani a tre teste alieni usati come segugi dai Minotauri. Più simili a macchine che a esseri viventi, i Cerbero non sembrano dotati di intelligenza e non percepiscono lo sforzo o la fatica.
La loro percezione sensoriale è composta di quattro sensi supersviluppati, in particolar modo il loro olfatto è talmente fino da rintracciare un obbiettivo da un lato all'altro di un pianeta; mentre non posseggono, ne hanno bisogno, della vista in nessuna situazione e dispongono di una forza paragonabile a quella di un grosso orso. Le loro mascelle sono in grado di ingoiare e masticare il metallo e l'acciaio, sebbene siano enormemente resistenti, i Cerbero non sono invulnerabili alle lame ed alle pallottole.
- Prima apparizione: Episodio 9
- Apparizioni: 1 episodio

## Condotto
Il Condotto (in originale: The Conduit) è una confederazione formata da alieni di razze diverse e di indole pacifica, il loro scopo è aiutare gli alieni oppressi dalla guerra tra le varie razze sparse sulla terra e perseguitati dall'Alleanza fornendo loro un luogo sicuro in cui stare. Sono organizzatissimi e dispongono di centinaia di rifugi in tutto il mondo, si muovono tramite reti d'informazione e spionaggio per essere aggiornati su ogni movimento alieno o umano e diffidano sia delle razze aliene guerrafondaie che dell'Alleanza. Vent'anni prima dell'inizio della storia il Colonnello Walter Logan cercò di fondere il Condotto con l'Alleanza al fine di creare una convivenza pacifica tra umani e alieni ma apparentemente era solo una messinscena per farli venire allo scoperto, guadagnare la loro fiducia e mettere una bomba nella loro base uccidendone a dozzine. Si scoprirà alla fine che tale gesto era stato compiuto in realtà da uno Shadoen.
La frase con cui i membri del Condotto si identificano tra loro è "I Wanna Believe", tradotto in italiano come "Voglio crederci" riferimento a Fox Mulder.
- Prima apparizione: Episodio 13
- Apparizioni: 8 episodi

## Ciclopi

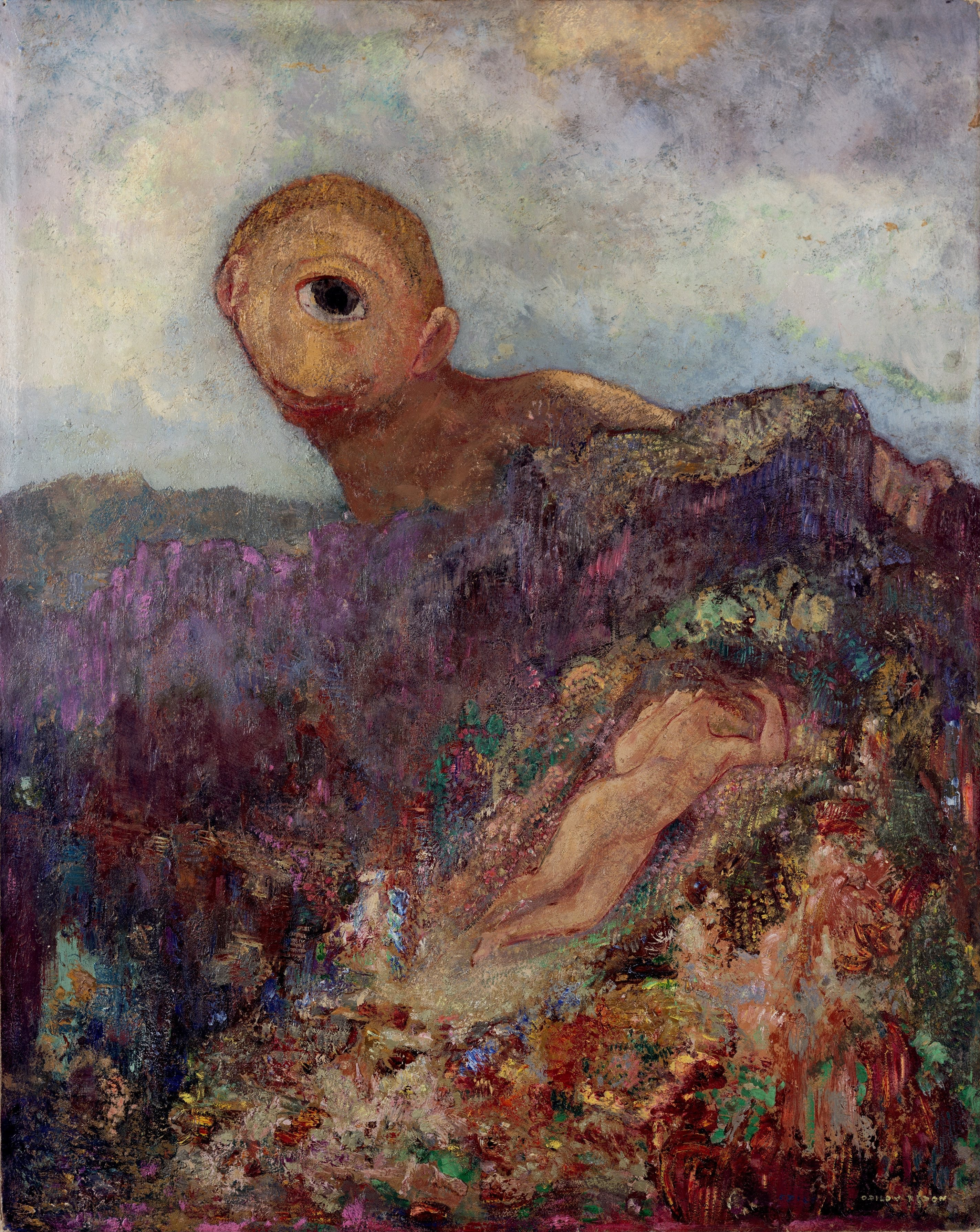
"Le Cyclope" di Odilon Redon.

I Ciclopi non sono una vera razza aliena ma due androidi costruiti dai Titanici per difendere la Terra dagli Shadoen. Essi si presentano come privi di volontà o intelligenza e sono limitati da un software, i Ciclopi rispettano ed eseguono la loro programmazione come semplici macchine. Sono alti più di dieci metri, totalmente in ferro e dotati di braccia smisurate che arrivano quasi a toccare terra e terminano in tre tentacoli prensili, la loro testa è una cupola con al centro un grande occhio rosso da cui emettono raggi laser ed una luce ipnotica per farsi obbedire dalle altre specie. Sono molto meccanici e lenti nei movimenti ma compensano lo svantaggio con la loro costituzione impenetrabile che gli permette di riuscire ad avanzare indipendentemente da chi tenti di fermarli. I Titanici hanno fatto in modo che i Ciclopi attivassero con la loro presenza un cannone capace di creare una barriera repulsiva verso gli Shadoen, tale arma ha però lo svantaggio di generare onde sismiche e maremoti ed è stata in passato colpevole della distruzione di Atlantide.
L'unico modo per disattivare o bloccare un Ciclope è di rompere il suo occhio, qualunque attacco mirato a qualunque altro punto risulterà inefficace. Entrambi i Ciclopi sono andati distrutti nell'episodio 28 per ordine di Rinaker.
- Prima apparizione: Episodio 28
- Apparizioni: 1 episodio

## Golem

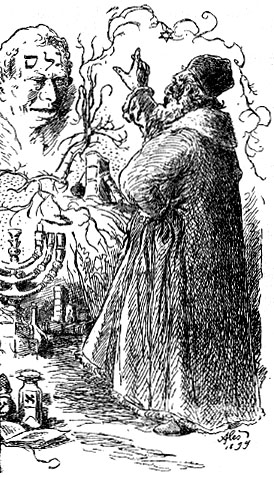
Illustrazione di un Golem nella mitologia ebraica.

I Golem sono una razza aliena dalle dimensioni pantagrueliche e dotata di una resistenza impressionante, simili per conformazione a delle montagne antropomorfe sono molto più grandi di uno Yeti o di un Sasquatch e fondamentalmente sono inamovibili, invulnerabili e costituiti di "roccia vivente".
I Golem hanno una forza sufficientemente elevata da potergli permettere di far crollare un muro a pugni ed il loro peso si aggira intorno alla tonnellata, o quantomeno diverse decine di quintali, ciò nonostante la forza dei muscoli delle loro gambe pare proporzionale alla loro costituzione, difatti la loro agilità non risente dell'enorme peso. I Golem non percepiscono né il dolore né la stanchezza e non possiedono né sangue, né respirazione né battito cardiaco. Sebbene non venga detto esplicitamente è probabile che non necessitino nemmeno di nutrirsi e siano privi di organi interni, eccezion fatta per l'apparato visivo, oltretutto paiono essere in grado di rigenerare le escrescenze rocciose presenti sul loro corpo qualora venissero staccate.
L'unico Golem visto nella serie è Choaf capo in carica del Condotto, subentrato a Gauling il vecchio alieno che presiedeva l'incarico prima di lui.
- Prima apparizione: Episodio 13
- Apparizioni: 8 episodi

## Ibridi
Gli Ibridi (in originale: Fusion Breed) non sono una vera e propria razza aliena ma il risultato di una fusione genetica tra il DNA Shadoen e quello delle formiche. Le formiche furono scelte in qualità di cavie per l'esperimento probabilmente in quanto le creature più vicine agli Shadoen come struttura sociale. Gli ibridi hanno tutte le caratteristiche fisiche degli Shadoen ed una forza simile a quella degli alieni in questione ma non dispongono né del loro sangue tossico, né delle loro capacità rigeneranti, né delle loro abilità laser né di intelligenza, gli Ibridi si muovono e si comportano come animali ed è probabile che la loro natura artificiale gli renda difficile anche il lavoro come branco. Apparentemente sembrano delle formiche rosse giganti con i tratti facciali vagamente Shadoen, sei zampe e gli occhi gialli. Sebbene Logan abbia distrutto il laboratorio in cui erano stati creati e con esso tutti gli esemplari della razza si scoprirà in seguito che Rinaker (in realtà il vero finanziatore dell'esperimento) ha salvato un paio di campioni da cui ha ricreato gli Ibridi in quanto a suo parere un esperimento ben riuscito.
Né nel doppiaggio originale né in quello italiano vengono indicata come Ibridi (con la sola eccezione di un dialogo nell'episodio 37) il nome deriva dal titolo originale dell'episodio d'esordio: "Fusion Breed" in italiano traducibile appunto come Ibrido.
- Prima apparizione: Episodio 8
- Apparizioni: 3 episodi

## Licantropi

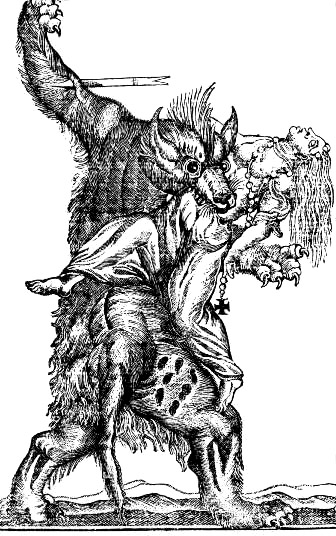
Un disegno raffigurante un licantropo.

I Licantropi sono la razza aliena che vanta più apparizioni nella serie come antagonista. Creature violente e carnivore ma non stupide, fondamentalmente incapaci di provvedere a sé stessi come civiltà si sono mossi alla conquista di più mondi per colonizzarli e schiavizzarne gli abitanti (i Licantropi sono stati padroni sia degli Yeti che dei Sasquatch) la loro arma di sterminio più usata è una bomba EMP, capace di capovolgere la polarità di un intero pianeta. Essi si sono mossi alla conquista della terra secoli fa al fine di conquistarla e sottometterne gli abitanti.
La loro specie è formata da due sessi che si riproducono per via sessuata con la femmina che partorisce i cuccioli.
Fisicamente sono alti quasi due metri ed hanno l'aspetto di lupi umanoidi dotati di protuberanze ossee simili a metallo, congiuntive nere e occhi rossi. Hanno tre dita per ogni mano e tre per ogni piede e sono sostenuti da uno scheletro interno ed in più ricoperti da un esoscheletro esterno. Hanno delle zanne simili a cinghiali e file di denti simili ad un cane. Sono di colore marrone ma il dorso, il collo e i gomiti sono rivestiti da pelliccia generalmente rossiccia o blu, in alcuni casi gialla e verde unicamente per il loro capo: Ruck.
Posseggono una forza maggiore a quella di un umano, ma non abbastanza perché un agente addestrato dell'Alleanza non riesca a batterli. Possono mutare forma a loro piacimento ed assumere qualsiasi sembianze, hanno dei sensi molto acuti ed un'agilità straordinaria. L'approccio calorico di cui necessitano è più o meno quello di tre agnelli al giorno. Camminano eretti ma possono benissimo correre sulle quattro zampe. Sono soliti usare come arma un bracciale dotato di triplo cannone laser ed hanno un'aspettativa vitale di dieci anni esatti, motivo per cui crescono ad una velocità impressionante se paragonata a quella di un umano.
I Licantropi hanno un distorto senso dell'onore (Ruck instaura con Logan una sorta di rispetto derivato dall'inimicizia) ed un grande affetto per loro padre o la loro figura paterna, che tentano in tutti i modi di emulare una volta cresciuti.
- Prima apparizione: Episodio 1
- Apparizioni: 21 episodi

## Minotauri

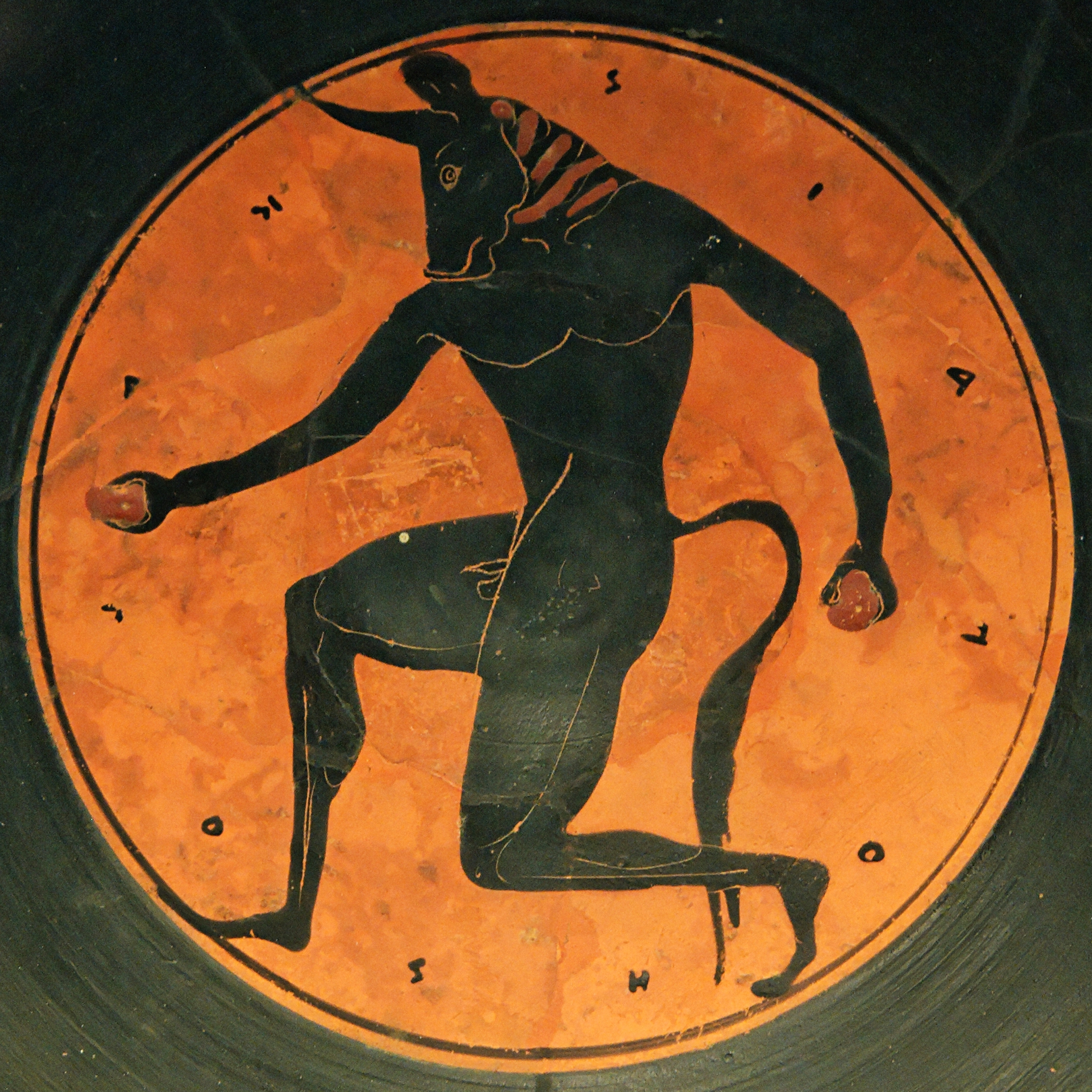
Un Minotauro nella mitologia greca.

I Minotauri sono creature aliene estremamente secondarie, difatti compaiono in soli tre episodi. Pare che la creature greca leggendaria fosse uno di loro. Hanno un corpo umanoide ed una testa di toro e sono totalmente ricoperti di metallo organico, posseggono un arsenale di armi paragonabili a quelle dei gladiatori ma in versione ipertecnologica: utilizzano un'ascia capace di proiettare energia ed emettere plasma, una scure capace di emettere onde sismiche e viaggiano su uno strano velivolo simile ad uno snowboard ma dotato di pesanti armamenti bellici. Non esistono più Minotauri liberi nello spazio, poiché anni addietro tentarono di sterminare le Banshee e come risultato vennero tutti sigillati in stasi in una sorta di buco nero.
Ogni tanto la regina Mab decide di liberarne qualcuno in cambio di un favore, solitamente di tipo mercenario, nonostante essi accettino ogniqualvolta gli venga offerta questa occasione in realtà il loro obbiettivo primario è l'inseguimento della vendetta contro la razza aliena che li ha decimati. I Minotauri sono grandi quasi quanto uno Yeti e le loro funzioni corporee sono simili a quelle di un androide (non sanguinano, non soffrono, non si nutrono, non sudano e non dormono) sono dotati di vista a infrarossi e non sono sensibili alle temperature. Usano i Cerbero come segugi e sono estremamente forti, agili ed abili nel combattimento corpo a corpo.
- Prima apparizione: Episodio 9
- Apparizioni: 3 episodi

## Oni

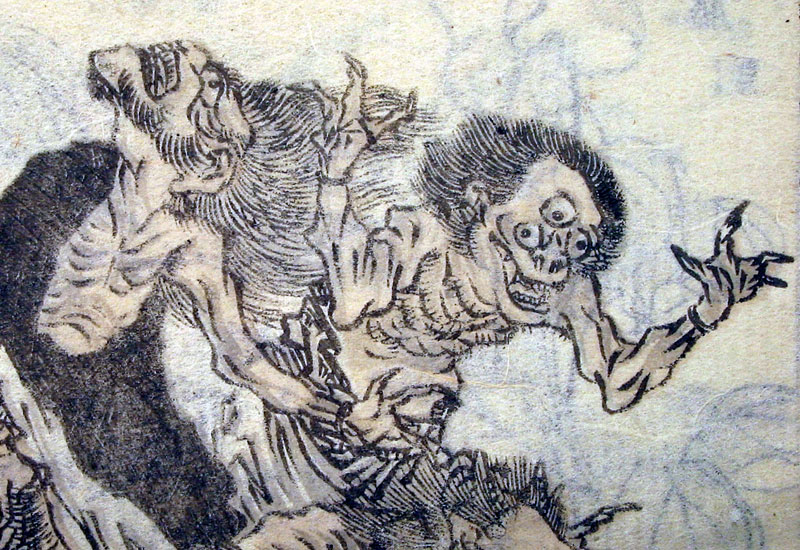
Due oni nel dettaglio di una stampa giapponese di Katsushika Hokusai.

Gli Oni sono creature aliene stabilitesi sulla terra nel periodo Edo Giapponese, a causa di tutto ciò hanno inglobato i costumi e gli usi asiatici nella loro cultura: sono devoti al Bushido e parlano con un accento orientale. Gli Oni sono divisi in due sessi ma questi non sono distinguibili dalle altre specie. 
Si presentano come mostri tarchiati e sovrappeso di colore blu o beige con due paia di braccia partenti entrambe dalla stessa spalla, il paio superiore è molto lungo e dotato di tre dita rapaci ma fondamentalmente è quasi immobile ed arriva a toccare terra, il paio inferiore è piccolo e mobile ma sebbene dotato di quattro dita è incapace di afferrare un oggetto, le loro gambe sono simili a quelle di una rana ma rachitiche il che li rende impossibilitati alla corsa ed impacciati nei movimenti. il loro volto è simile a quello di un demone con le orecchie appuntite, gli occhi sporgenti, un paio di corna ed i denti gialli, aguzzi e sporgenti dall'enorme bocca che arriva fino a metà petto ed è circondata da grandi labbra nere. Hanno un naso schiacciato con delle grandi narici, le loro congiuntive sono gialle e i loro occhi o rossi o viola.
Non sono dotati di forza e nemmeno di una grande mobilità, inoltre sentono il dolore in misura maggiore di un umano. Tuttavia la loro lingua è prensile e avvolgente come un tentacolo e la loro saliva gli permette di ingerire qualsiasi cosa in breve tempo. Inoltre hanno abilità di mutaforma naturali come i Licantropi ma la loro trasformazione è simile a un guscio da cui sembrano riemergere come in un'eruzione quando tornano alla loro forma originale.
Nello show viene rivelato che buona parte delle operazioni della Yakuza sono gestite proprio dagli Oni.
- Prima apparizione: Episodio 13
- Apparizioni: 2 episodi

## Pan

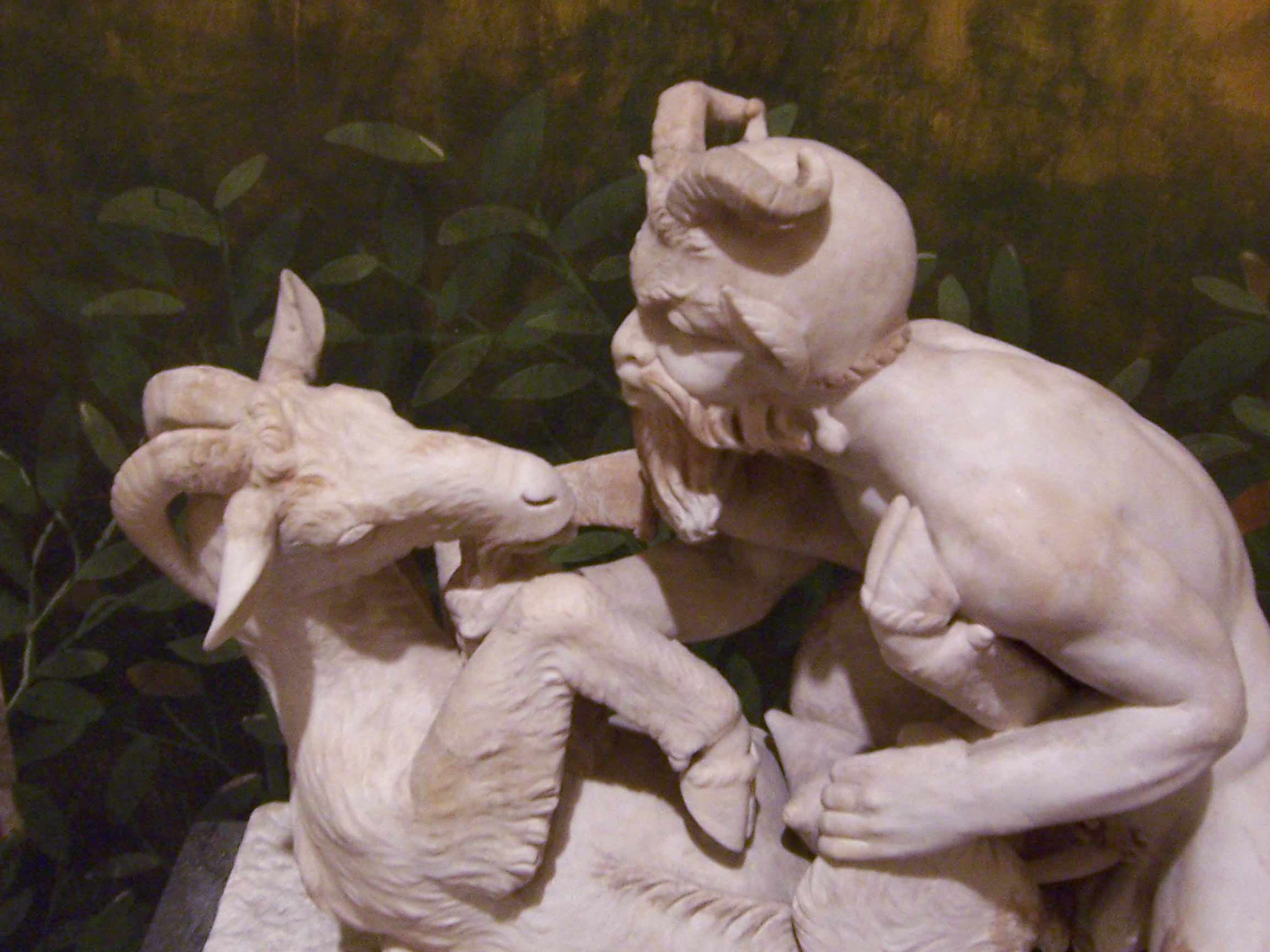
Statua raffigurante il dio Pan con una capra.

I Pan sono una razza aliena estremamente marginale, tutte le loro apparizioni nella serie avvengono esclusivamente in forma di cameo. Essi si presentano simili a satiri e sono un misto tra umani e capre ma di una grande variegatezza cromatica che va dal verde al rosso, al grigio, al blu, al marrone, al viola... ecc. Al contrario della loro controparte mitologica, i Pan sono divisi in due sessi distinti e sono creature miti e gentili incapaci di esprimersi a parole comprensibili e di qualunque forma di violenza. I Pan hanno un paio di corna ed un paio di zoccoli e la loro pelliccia resiste a temperature molto alte (ma non come gli Yeti) sono molto agili e forti nonché veloci, dato il loro scarso peso.
La totalità dei Pan presenti nella serie è parte del Condotto, è presumibile che in effetti tutti loro ne facciano parte, essendo troppo pacifici per riuscire a vivere altrimenti con i massacri avvenuti a causa della guerra planetaria tra razze.
- Prima apparizione: Episodio 13
- Apparizioni: 3 episodi

## Sasquatch

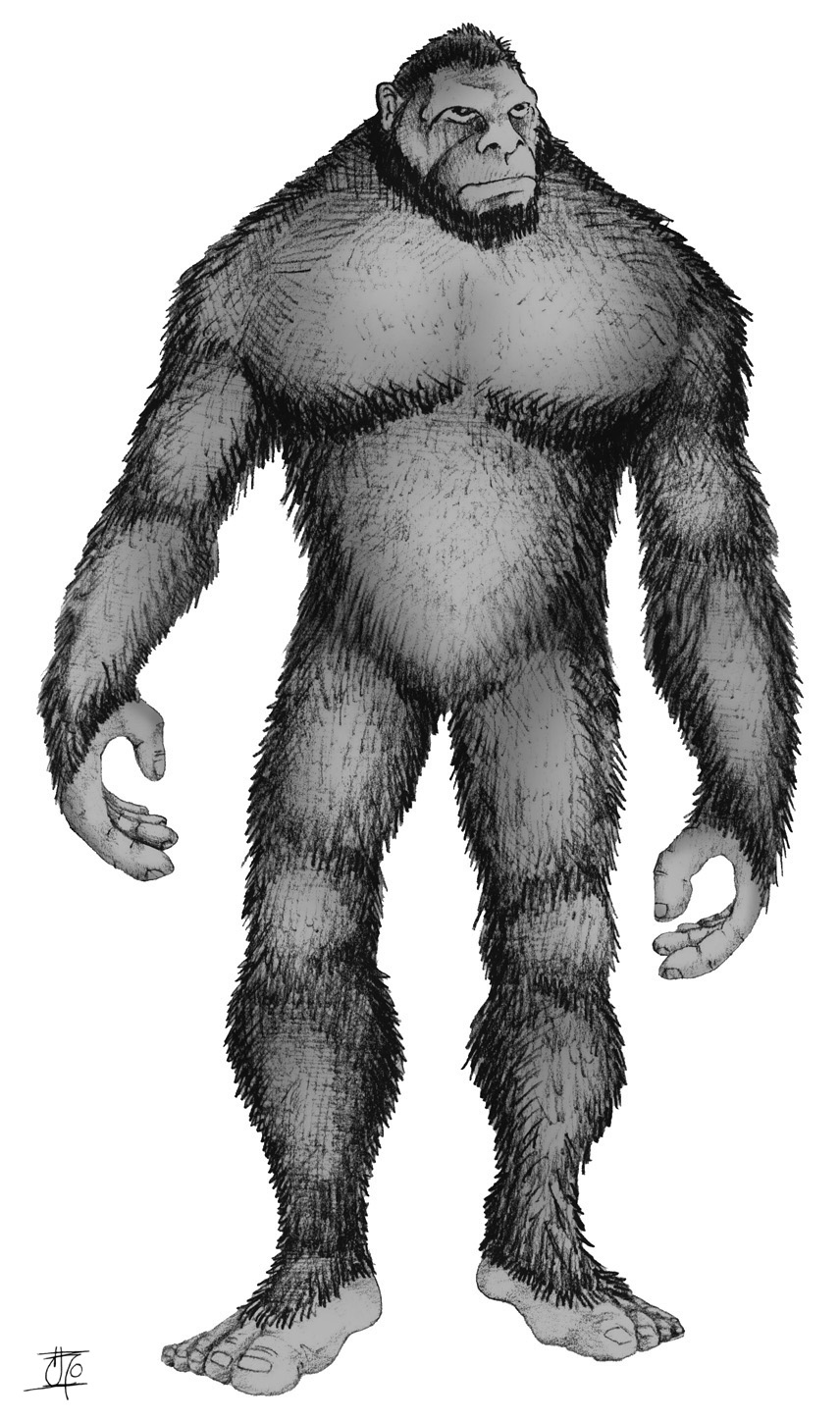
Rappresentazione artistica di Bigfoot.

I Sasquatch erano una razza aliena il cui pianeta natale venne distrutto dai Licantropi tramite una bomba EMP che ne capovolse la polarità, da allora come gli Yeti furono costretti in schiavitù dai conquistatori alieni. La razza dei Sasquatch e quella degli Yeti sono originari della stessa galassia e perciò le loro società hanno svariati punti in comune, come il fatto d'essere un patriarcato guidato da un "Guardiano", nel caso dei Sasquatch Su-Ak. Durante la fuga dalla prigionia Licantropa organizzata dagli Yeti tuttavia, mentre questi riuscirono a sopravvivere i Sasquatch furono uccisi dai Licantropi mentre erano sulla loro astronave e l'unico che sopravvisse fu Su-Ak, che incolpò Ti-yet della morte dei suoi simili. In seguito venne chiarito che Su-Ak, invidioso del fatto che Ti-Yet fosse diventato l'eroe di entrambe le razze, mentre Yeti e Sasquatch erano in fuga liberò i licantropi e lasciò indietro Ti-Yet, in modo che lo uccidessero; purtroppo i licantropi non si limitarono ad aggredire Ti-Yet, ma spararono anche contro le scialuppe su cui i due popoli viaggiavano e, nonostante l'intervento dello Yeti, che li uccise, essi riuscirono comunque a distruggere quella su cui viaggiavano i Sasquatch. Su-Ak era a bordo di un'altra scialuppa, e fu così costretto ad assistere alla distruzione del suo popolo. Da lì, non riuscendo a convivere con il rimorso di essere responsabile della loro morte, Su-Ak si convinse che fosse stato Ti-Yet a sparare, per vendetta contro di lui.
La razza dei Sasquatch si presenta molto simile a quella degli Yeti per aspetto fisico, ma mentre questi ultimi sono ricoperti da una pelliccia bianca i Sasquatch sono invece rivestiti da un folto pelo marrone di colore non uniforme che lascia scoperti solo il volto, le mani ed i piedi delle creature. La loro pelle si presenta più chiara e levigata di quella di uno Yeti ed i loro tratti facciali sono meno spigolosi. A differenza degli Yeti inoltre i Sasquatch lasciano ricadere il pelo sul volto e sulle spalle senza raccoglierlo in trecce ed hanno dei canini molto sporgenti dalla mascella inferiore.
I Sasquatch hanno una forza pari a quella degli Yeti ma a differenza di questi dispongono di un'agilità tanto maggiore da poter essere paragonata a quella di un gorilla, si dimostrano infatti capaci di scalare un albero in pochi istanti e di evitare le pallottole saltando. La loro capacità d'elevazione va molto oltre i cinque metri e possono ricoprire una distanza doppia saltando in lungo. Come gli Yeti sono insensibili al freddo ma non hanno nessuna difficoltà a sopportare il calore, inoltre sono completamente immuni ai sedativi.
Dopo il suicidio dell'ex-Guardiano Su-Ak la razza dei Sasquatch è tuttavia da considerarsi estinta.
- Prima apparizione: Episodio 20
- Apparizioni: 1 episodio

## Shadoen

Rinaker nella sua vera forma aliena di Shadoen, chiamato Wraith, mentre tenta di uccidere Logan.

La Moltitudine degli Shadoen (in originale: The Shadoen Moltitude), è la razza dei principali antagonisti della serie televisiva animata, sebbene venga svelato solo alla fine infatti gli Shadoen sono in realtà presenti sugli schermi fin dal primo episodio. Popolo di creature bellicose e crudeli, la loro razza tentò un attacco alla Terra già nel XV secolo ma vennero sconfitti dai Titanici dopo aver causato però la distruzione di Atlantide. Gli Shadoen gioiscono e prosperano nell'annichilimento e nell'estinzione delle altre specie e perciò dopo la prima sconfitta non hanno lasciato correre lo smacco e si sono organizzati per una seconda invasione prendendo il controllo dell'Alleanza. Tutto ciò che accade nella serie dipende strettamente dalle loro intenzioni ed è da loro sorvegliato. Inoltre gli Shadoen sono dietro l'insabbiamento governativo della scomparsa del padre biologico del protagonista. La loro società è simile a quella delle formiche per organizzazione e struttura, ma sono privi di qualunque gerarchia ed ognuno di loro conta esattamente come gli altri (eccezion fatta per Wraith e Keen, che pur senza particolari denominazioni rivestono un ruolo simile al comando). Non è chiaro come la specie si riproduce, ma essendo una razza prevalentemente composta da un unico sesso è lecito supporre siano ermafroditi.
Gli Shadoen sono simili a insetti di dimensioni gigantesche (circa quattro metri in totale), hanno quattro zampe posteriori, due ai lati dell'addome ed un paio di braccia nel tronco superiore, per un totale di otto arti. La loro testa è molto grande e possiede un profilo simile a quello di un cobra, hanno quattro canini di cui due enormi nella mascella inferiore mentre sono sprovvisti di denti nella mascella superiore, da cui emergono due appendici mascellari simili a quelle delle piattole. Sono provvisti di quattro occhi ma solo i due inferiori adibiti alla vista, la loro schiena e la parte superiore della testa sono rivestite da un solido guscio, le zampe inferiori sono terminanti in artigli appuntiti mentre quelle superiori si allargano alle estremità e fanno emergere tre artigli simili alle chele di un'aragosta.
Gli Shadoen sono presentati come estremamente pericolosi perfino rispetto a tutte le altre forme di vita aliene presenti nello show. Essi sono di gran lunga più forti di un Licantropo o di uno Yeti e sollevano pesi maggiori di venti tonnellate senza sforzo; sono estremamente agili e possono arrampicarsi ed aderire a qualsiasi superficie e, sebbene non siano resistenti quanto un Golem, il loro corpo è dotato di un fattore rigenerante ed il loro sangue è velenoso. Similmente alle Banshee inoltre, essi possono emettere energia dal loro paio di occhi superiori (i quali non sono adibiti alla vista). Sono invulnerabili a ogni sorta di arma a parte i fucili al plasma ed a differenza dei Licantropi, che sono mutaforma o dei Vampiri, che usano degli ologrammi, gli Shadoen dispongono di un mezzo più efficace per assumere forma umana: essi impiantano il loro DNA e le loro memorie in un corpo umano clonato, diventano in questo modo una copia esatta della suddetta persona; questo sistema è il motivo per cui risultano invisibili anche agli occhi di Logan. Dopo l'assimilazione del nuovo corpo gli Shadoen possono riassumere le loro sembianze quando vogliono attivando una bomba di DNA Shadoen impiantata nel corpo clonato, ma attivandola essi perdono per sempre la possibilità di assumere le sembianze umane precedenti. La loro tecnologia è inoltre una della più avanzate se non addirittura la più avanzata della serie.
Gli unici punti deboli della razza sono lo scarso equilibrio dopo aver subito un danno anche lieve ad uno dei quattro arti inferiori e l'avversione all'ossigeno, che riescono a respirare ma che provoca loro un discreto malessere.
Gli Shadoen sono visibilmente ispirati alla Piattola del film Men in Black.
Secondo il comandante Shadoen, Keen, la Terra è l'ultimo pianeta rimasto ad essere adatto a diventare il loro nuovo mondo, quindi senza di esso gli Shadoen sono condannati. Pertanto, con la distruzione della loro flotta, la Moltitudine degli Shadoen, priva della forza necessaria a conquistare il pianeta, può essere considerata in via di estinzione o, addirittura, estinta definitivamente.
- Prima apparizione: Episodio 14
- Apparizioni: 39 episodi (attraverso Rinaker)

## Sirene

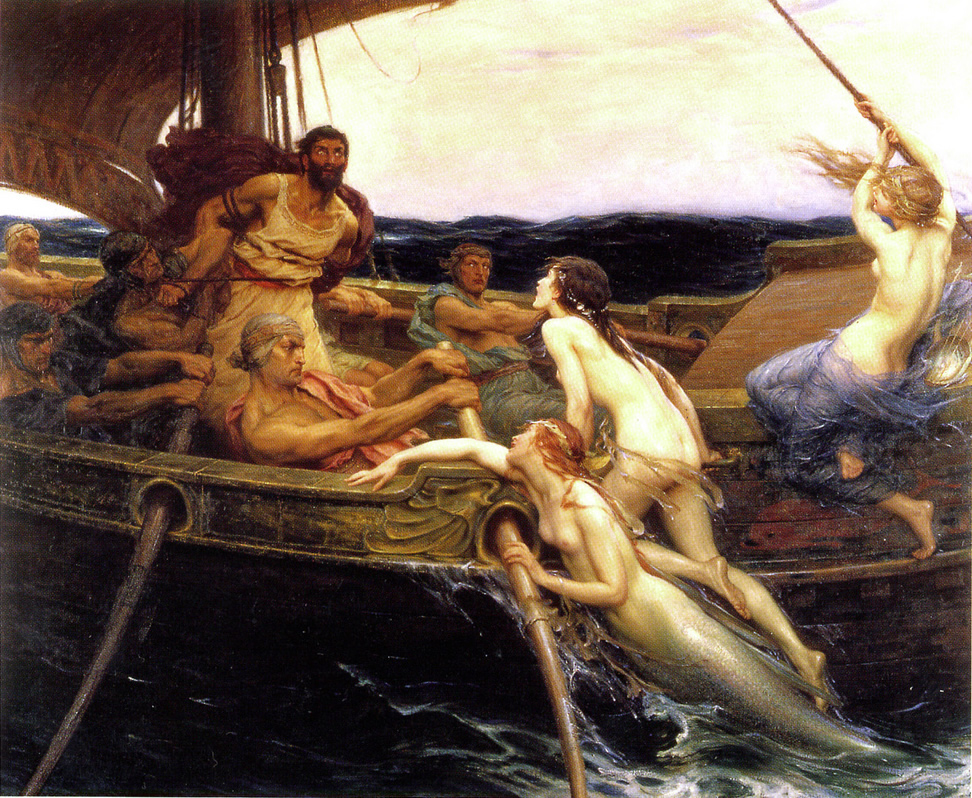
Le sirene in una raffigurazione dell'Odissea.

Le Sirene sono una razza aliena marginale le cui uniche apparizioni si limitano a pochi cameo. Parrebbero essere creature pacifiche e serene sprovviste di qualunque intento bellicoso o offensivo nei confronti delle altre razze e tuttavia temute dall'Alleanza per i loro grandi poteri ipnotici. Causa la loro scarsa presenza nello show non è chiaro che tipo di società posseggano ne in quanti sessi sia suddivisa la specie, anche se le poche sirene mostrate parrebbero essere solo femmine è tuttavia vero che in un episodio viene mostrato un neonato di Sirena che potrebbe essere maschio. Le Sirene sono creature dalla conformazione umanoide con i capelli blu e la pelle azzurra, simili ad un ibrido tra umano e pesce, hanno gli occhi rossi ed una forza molto inferiore a quella umana ma le loro corde vocali emettono un suono armonioso capace di ridurre all'obbedienza qualunque specie. Quando utilizzano i loro poteri creano un effetto luminoso simile ad una sinestesia.
Nel Condotto ci sono diverse Sirene, una delle quali è il braccio destro di Choaf, il Golem a capo dell'istituzione.
- Prima apparizione: Episodio 13
- Apparizioni: 4 episodi

## Titanici

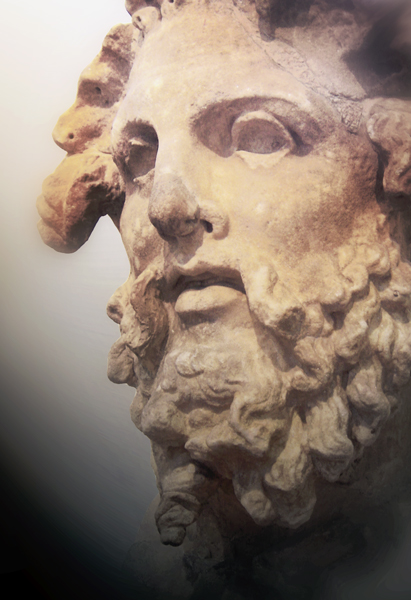
Statua raffigurante la testa di un Titano nella mitologia greca.

I Titanici (in originale: Titani) sono la razza aliena più misteriosa presente nella serie, essi non compaiono mai direttamente e viene fornita un'idea piuttosto generica sul loro aspetto dall'illustrazione di un manoscritto del XV secolo, il quale li mostra come simili ad esseri umani ma molto più grandi e dai colori sgargianti.
I Titanici sono un popolo saggio e pacifico avverso agli Shadoen fin dagli albori della specie; compito autoassegnatosi dei Titanici è la salvaguardia degli altri pianeti contro la minaccia dei nemici giurati. Su di essi circolano vari racconti e la loro figura è circondata da un alone di miticità che rende dubbia perfino la loro effettiva esistenza, difatti numerose razze aliene, tra cui le Banshee, ritengono che essi siano solo una leggenda. Il fatto che la costruzione dei Ciclopi sia attribuita a loro parrebbe provarne l'esistenza, è tuttavia curioso come, alla fine della serie, non si siano mossi in prima persona per aiutare gli umani nella guerra contro gli Shadoen nonostante le storie che li vogliano loro nemici.
L'interpretazione maggiormente condivisa è che la loro guerra col popolo di conquistatori alieni sia terminata in una sconfitta e conseguente estinzione, data la forte ed incontrastata presenza degli Shadoen nel cosmo, in contrasto con la totale assenza dei Titanici.
- Prima apparizione: Mai avvenuta
- Apparizioni: 0 episodi

## Vampiri
I Vampiri sono una delle razze aliene più importanti assieme agli Shadoen, alle Banshee e ai Licantropi, e detengono il maggior numero di apparizioni dopo le altre tre razze nell'ordine indicato. Sono alieni violenti e bellicosi, difatti desiderano la distruzione. La loro società si divide in famiglie simili alla mafia ma si riferiscono a sé stessi come "Impero dei Vampiri" indicando una sorta di spirito di solidarietà tra le varie famiglie dovuto all'appartenenza alla stessa razza. Tuttavia è erroneo pensare che le varie famiglie di vampiri lavorino assieme, al contrario ognuna di esse fa i propri interessi e la collaborazione tra due o più famiglie avviene solo attraverso accordi precisi. La specie è composta da due sessi e la riproduzione avviene per via sessuata tramite la deposizione di uova, pare inoltre che la frequenza di accoppiamenti e nascite nella specie sia molto alta: i Vampiri sono infatti la specie con la crescita demografica più elevata della serie.
La famiglia di Vampiri più potente è quella guidata da Hanek, che agisce sotto la facciata della multinazionale Intralcom.

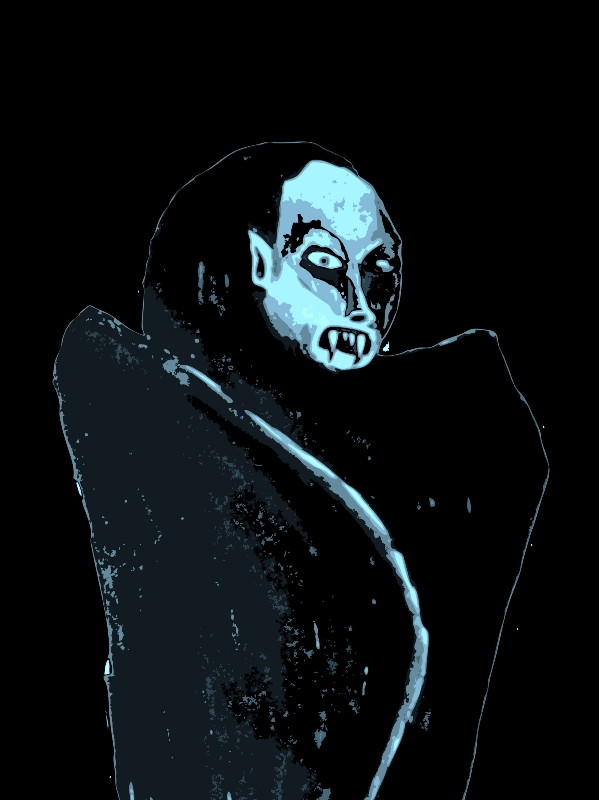
Disegno raffigurante un vampiro secondo la tradizione leggendaria.

I Vampiri hanno un aspetto simile a quello di un serpente dal torso umanoide, sono lunghi complessivamente più di tre metri ma vi sono casi di gigantismo in cui appaiono alti anche quanto uno Shadoen. La loro carnagione è tendente al giallo ed i loro occhi sono generalmente verdi. Il loro collo è parecchio più lungo di quello di un umano e le loro caratteristiche facciali si contraddistinguono da quelle umane per le orecchie appuntite, i canini sporgenti, il naso schiacciato, la lingue biforcuta e la fronte rugosa. Parecchi di loro non hanno sopracciglia ma molti altri invece le posseggono, i loro colori di capelli sono gli stessi di un umano, ma comprendono in più anche la pigmentazione blu o verde e crescono molto più velocemente. Non possono sedersi a causa della lunga coda al posto della parte inferiore del corpo e perciò sono soliti arricciare le loro spire o adoperare sedie con degli appositi buchi per la coda. Le loro pupille sono verticali e vedono al buio. Un Vampiro che raggiunge il millennio inoltre sviluppa delle ali simili a quelle dei pipistrelli e retrattili nella schiena. Nonostante il loro morso privi la vittima del sangue questo è solo un effetto collaterale del veleno, i Vampiri difatti non vengono affatto presentati come ematofagi salvo i più antichi.
Nonostante la stazza, la forza di un Vampiro è poco diversa da quella di un umano, ma le loro spire hanno una stretta ferrea quanto quella di un anaconda, inoltre il loro morso è velenoso, ed oltre a dissanguare qualsiasi altro essere vivente può schiavizzarlo e piegarne la volontà per qualche ora o fino alla somministrazione di un antidoto preparato con la ghiandola venefica stessa. Sebbene di norma siano molto lenti nei movimenti in quanto costretti a trascinarsi con la coda in acqua acquistano una velocità impressionante ed una scioltezza naturale, inoltre non hanno un bisogno apparente di respirare e possono restare in apnea per ore. La vera forza dei Vampiri è tuttavia insita nella loro potente tecnologia, seconda solo a quella Shadoen. I vampiri sono fondamentalmente l'opposto delle Banshee i quanto ideologia, essi sono molto aperti al progresso tecnologico ed inglobano la tecnologia delle altre specie alla loro rendendo così i loro mezzi i più tecnologicamente avanzati dell'universo; tra i fiori all'occhiello della tecnologia dei Vampiri vi sono: armi laser, dispositivi olografici (che permettono loro l'assunzione di un aspetto umano), varie macchine volanti ed astronavi, carrarmati, dispositivi generatori di campi di forza ed una macchina di teletrasporto alimentata usando le Banshee come batterie.
I Vampiri non posseggono nessuno dei limiti descritti nelle loro leggende eccetto la vulnerabilità ai raggi solari, che sebbene inizialmente sembri provocare loro solo un fastidio a livello ottico con l'esposizione prolungata gli provoca diverse ustioni sulla pelle che la portano a polverizzarsi.
- Prima apparizione: Episodio 5
- Apparizioni: 17 episodi

## Vodun

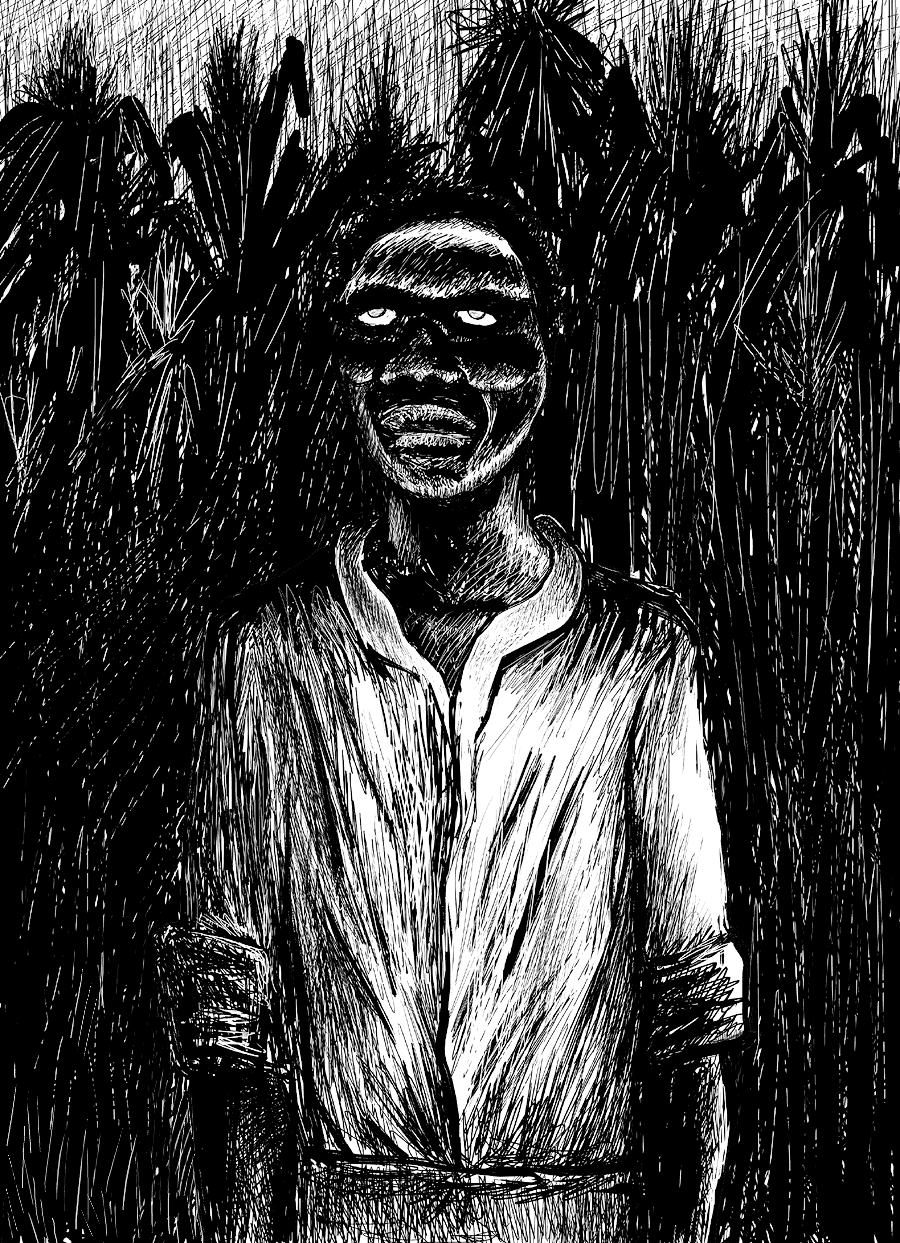
Disegno raffigurante uno zombie.

I Vodun (altresì detti zombie) sono una razza aliena di parassiti capaci di vivere unicamente a discapito dei corpi altrui, per questa ragione i Vodun fondamentalmente non sono cattivi, ma agiscono in una maniera negativa per preservare la loro sopravvivenza. La loro società è simile a un patriarcato. Essi sono infatti guidati da un capo che si prodiga a portarli di pianeta in pianeta e collocarli in nuovi corpi ogni volta; finito il ciclo d'utilità dei corpi in questione il leader li porta in un nuovo pianeta o luogo in cui ricominciare il ciclo. Per tutta la durata della serie il ruolo di capo dei Vodun è ricoperto da Ung-han.
I Vodun non hanno sesso e si riproducono per gemmazione divengono maschi o femmine a seconda del corpo che abitano e solo per la durata della loro permanenza. I vodun si sono insediati sulla terra poco dopo le Banshee e vi si trovano già da 300 anni prima dell'inizio della serie.
I Vodun nella loro vera forma hanno le sembianze di lumache rosa completamente prive di occhi o bocca e vulnerabili perfino all'aria (ragion per cui se non si trovano in un corpo ospite vivono in sfere di vetro) quando invece prendono possesso di un corpo essi prendono la voce e le fattezze del soggetto di cui vestono i panni, che come unica differenza mostra gli occhi completamente bianchi. Per il periodo di permanenza si identificano con il sesso dell'ospite ed in base a quello si rivolgono a sé stessi o ai compagni con il maschile ed il femminile, ogni Vodun però è una mente a sé, dotata di una propria personalità che non ha nulla di che spartire con quella dell'ospite.
Da notare che l'ospite di un Vodun non deve necessariamente essere una creatura che in vita era dotata di intelligenza ma possono parassitare anche un animale.
I Vodun possono però entrare in simbiosi solamente con un corpo morto, poiché se provassero a unirsi con un vivo le due menti (quella del Vodun e quella dell'ospite) entrerebbero in conflitto e impazzirebbero vicendevolmente, dunque i Vodun sono costretti a possedere unicamente i cadaveri. Il processo di simbiosi avviene quando essi entrano nella bocca dell'ospite e si attaccano al suo cervello, tramite i terminali nervosi essi sono capaci di muovere il corpo ospite con estrema destrezza, aumentandone resistenza, forza e percezione sensoriale e rendendolo capace di vedere a infrarossi. Tuttavia non sono in grado di annullare il processo di putrefazione dei tessuti morti e per questo il corpo che abitano dura solo per un breve periodo, spesso si servono di protesi meccaniche con cui rimpiazzano le parti putrefatte del corpo ospite, questa la "maledizione" della specie che si è da anni rassegnata a vivere come parassiti cosmici attendendo di trovare un modo di abitare i corpi vivi e risolvere definitivamente il loro problema.
I Vodun non sopravviverebbero fuori da un ospite per lungo tempo poiché incapaci di nutrirsi, muoversi e vedere, inoltre la loro pelle è sensibile ai batteri e alle temperature e ciò renderebbe le loro possibilità di sopravvivenza nulle; tuttavia finché abitano un ospite sono virtualmente immortali.
- Prima apparizione: Episodio 12
- Apparizioni: 4 episodi

## Yeti

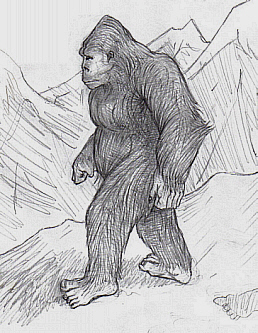
Disegno raffigurante uno Yeti.

Gli Yeti sono una razza pacifica e saggia il cui pianeta natale venne distrutto dai Licantropi tramite una bomba EMP che ne capovolse la polarità, da allora gli Yeti così come i Sasquatch furono schiavizzati dalla crudele razza aliena e solo dopo anni passati in questa condizione riuscirono a scappare ed a stabilirsi sulla Terra, nella catena montuosa delle Himalaya, dove vissero nascosti per decenni finché l'alleanza non riuscì a ritrovarli nel loro episodio d'esordio, grazie a Logan tuttavia gli Yeti riuscirono a scappare e più avanti ottennero un accordo di non aggressione con l'Alleanza stessa stipulata dal loro Guardiano Ti-Yet, che in cambio offrì loro i suoi servigi come agente.
La società degli Yeti è un patriarcato in cui il capo, detto "Guardiano", guida l'intero popolo. Il guardiano attuale è appunto Ti-Yet. La razza si divide in due sessi le cui differenze somatiche sono ben riconoscibili e la loro aspettativa vitale è molto elevata, sicuramente maggiore di un secolo.
Gli Yeti sono grandi esattamente quanto un Licantropo, ma molto più massicci e totalmente ricoperti di una pelliccia bianca che cresce uniforme su tutto il loro corpo salvo che sul dorso e sul capo, dove è molto più folta, e lascia scoperte unicamente le mani e il viso, che si presentano di rugosa e ruvida pelle marrone. Hanno tre dita per ogni mano e due per ogni piede ed è loro costume portare i peli superflui del capo raccolti in trecce tramite anelli dorati. Gli Yeti hanno dei lineamenti molto pronunciati ed una fronte alta terminante in due sopracciglia spigolose che risaltano gli occhi contornati da occhiaie nere.
Solo Ti-Yet ha un paio di corna (simili a quelle di un ariete) di colore azzurro, ed il perché di questa sua peculiarità non è data saperlo, viene però detto che sono il simbolo del "Guardiano".
Gli Yeti sono dotati di una forza enorme, sono capaci di sollevare un'intera automobile sopra la loro testa, ma a dispetto delle loro stazza e delle dimensioni del loro peso hanno una discreta agilità. Sono insensibili al freddo e vantano una resistenza impressionante ai colpi laser. Secondo i dati dell'Alleanza la forza di uno Yeti continua a crescere ininterrottamente fino alla sua morte (nonostante ciò non raggiungono mai la forza di uno Shadoen). Anche la loro intelligenza è parecchio elevata, dato che riescono in breve ad assimilare le nozioni di funzionamento di un macchinario appena visto e a disinnescare una bomba EMP in pochi istanti. Inoltre hanno un'attitudine naturale al corpo a corpo.
Gli Yeti soffrono terribilmente il calore e le uniche temperature che sopportano sono quelle sottozero o al massimo dieci gradi sopra lo zero. Inoltre, eccezion fatta che per Ti-Yet, hanno una grande difficoltà ad assimilare un qualunque idioma terrestre, soprattutto l'inglese.
- Prima apparizione: Episodio 3
- Apparizioni: 17 episodi (attraverso Ti-Yet)